# Chryzostom (Jević)
Chryzostom, imię świeckie Rajko Jević (ur. 4 marca 1952 w Vođenicy) – serbski biskup prawosławny.

## Życiorys
W 1973 ukończył seminarium duchowne Trzech Świętych Hierarchów przy monasterze Krka. W czasie nauki złożył 20 września 1971 wieczyste śluby mnisze, przyjmując imię Chryzostom. 27 września 1971 został wyświęcony na hierodiakona, zaś 10 czerwca 1973 – na hieromnicha.
W latach 1976–1980 studiował teologię na Uniwersytecie Arystotelesa w Salonikach. Po ukończeniu studiów wrócił do monasteru Krka jako wykładowca w seminarium, którego był absolwentem.
23 maja 1991 został wybrany pierwszym biskupem nowo powołanej eparchii bihacko-petrovackiej. Uroczysta chirotonia z udziałem patriarchy serbskiego Pawła i większości hierarchów Serbskiego Kościoła Prawosławnego miała miejsce 12 czerwca 1991.
13 września 1995, w czasie wojny w Bośni, został zmuszony do wyjazdu z miasta Ključ, gdzie znajdowała się jego rezydencja, zaś 10 października musiał uciekać z terytorium swojej eparchii. Po podpisaniu układu z Dayton wrócił na podległy mu kanonicznie teren, zamieszkując kolejno w miejscowościach Podrašnica, Šipov i w monasterze Klisina w okolicach Prijedoru. Od 2002 do 2014 rezydował w Bosanskim Petrovcu.
W 2013 został przeniesiony na katedrę zwornicko-tuzlańską. Jego intronizacja miała miejsce 13 lipca tego roku w cerkwi Narodzenia Matki Bożej w Bijelinie, gdzie mieści się tymczasowa rezydencja biskupów zwornicko-tuzlańskich.
W 2017 Święty Synod Serbskiego Kościoła Prawosławnego mianował go metropolitą Dabaru i Bośni.
Po śmierci patriarchy serbskiego Ireneusza w listopadzie 2020 r. objął obowiązki przewodniczącego Świętego Synodu Serbskiego Kościoła Prawosławnego.